# جوزپه انریچی
جوزپه انریچی (۲ ژانویه ۱۸۹۸ – ۱ سپتامبر ۱۹۶۸) رکابزن حرفه‌ای ایتالیایی بود که در رشتهٔ دوچرخه‌سواری جاده فعالیت می‌کرد. او توانست در سال ۱۹۲۴ برندهٔ جیرو دیتالیا شود.

## زندگی‌نامه
انریچی در پیتسبرگ زاده‌شد؛ ولی خانواده او پس از مدتی به پیمونت مهاجرت کردند. فعالیت حرفه‌ای انریچی در سال ۱۹۲۱ آغاز شد و در سال بعد به تیم لنیانو پیوست. در همان سال در نخستین حضور خود در جیرو دیتالیا توانست بر سکوی سوم بایستد. در سال بعد نیز نایب قهرمان تور امیلیا و برندهٔ کوپا کاواچوکی شد.
در سال ۱۹۲۴ انریچی دوباره در جیرو شرکت کرد. در پایان مرحلهٔ سوم به رتبهٔ دوم رده‌بندی اصلی صعود کرد و با پیروزی در مرحلهٔ هفتم با پشت سر گذاشتن فدریکو گای، رهبری جیرو را به دست گرفت. در مرحلهٔ هشتم، در شرایط بد آب‌وهوایی که همراه با باران شدید و طوفان بود، انریچی قدرت خود را به نمایش گذاشت و حدود ۴۰ دقیقه زودتر از گای مرحله را به پایان رساند تا برتری خود را تثبیت کند. در مرحلهٔ بعد نیز دوم شد و فاصلهٔ خود با سایر رقیبان را افزایش داد. در پایان جیرو، انریچی با اختلاف بیش از ۵۸ دقیقه نسبت به گای، قهرمان شد تا یکی از مقتدرانه‌ترین پیروزی‌ها در جیرو دیتالیا را به ثبت برساند.
انریچی در همان سال و سال بعد در تور دو فرانس شرکت کرد؛ ولی نتوانست آن را به پایان برساند. دوران فعالیت حرفه‌ای او در سال ۱۹۲۸ به پایان رسید.

## نتایج در گرند تورها
| گرند تور | ۱۹۲۲    | ۱۹۲۳    | ۱۹۲۴    | ۱۹۲۵    | ۱۹۲۶    | ۱۹۲۷    | ۱۹۲۸    |
| -------- | ------- | ------- | ------- | ------- | ------- | ------- | ------- |
| جیرو     | ۳       | ۶       | ۱       | –       | ۵       | ناتمام  | ۱۳      |
| تور      | –       | –       | ناتمام  | ناتمام  | –       | –       | –       |
| ووئلتا   | ناموجود | ناموجود | ناموجود | ناموجود | ناموجود | ناموجود | ناموجود |